# Ruby Barnhill

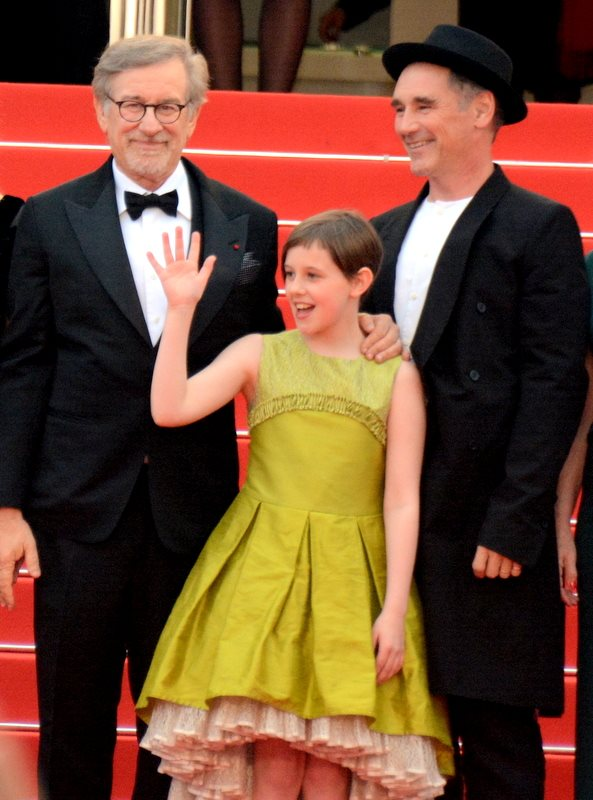
Steven Spielberg, Mark Rylance und Ruby Barnhill bei der Premiere des Films BFG – Big Friendly Giant in Cannes Mai 2016

Ruby Anne Barnhill (* 16. Juli 2004 in Knutsford, Cheshire, England) ist eine britische Schauspielerin und Synchronsprecherin. Sie wurde von dem US-amerikanischen Regisseur Steven Spielberg für dessen von DreamWorks SKG koproduzierten Disney-Fantasyfilm BFG – Big Friendly Giant entdeckt.

## Leben
Ruby Barnhill begann im Alter von zehn Jahren mit der Schauspielerei in sechs Episoden der BBC-Drama-Kinderserie 4 O’Clock Club als Isobel. Im Jahr 2014 wurde sie von dem US-amerikanischen Filmregisseur und Filmproduzenten Steven Spielberg für dessen Verfilmung des von dem im Jahr 1990 verstorbenen englischen Autors Roald Dahl geschriebenen Kinderbuches Sophiechen und der Riese (The BFG) entdeckt. Im Film spielt sie neben Mark Rylance, der den freundlichen Riesen verkörpert, die Hauptrolle des Waisenkindes Sophie. Für die Rolle wurde Barnhill nach einer achtmonatigen Suche unter 2000 Bewerberinnen ausgewählt und Steven Spielberg sagte bei der Bekanntgabe des Engagements von Barnhill, dass er fühle, dass Roald Dahl selbst auch Ruby entdeckt hätte. Spielberg erklärte weiter: „Wir haben eine wundervolle Sophie in Ruby Barnhill entdeckt“. Für diese Rolle erhielt Barnhill eine Gage von 85.000 US-Dollar. The BFG feierte seine Weltpremiere am 14. Mai 2016 außer Konkurrenz bei den 69. Internationalen Filmfestspielen von Cannes. Barnhill ist zudem als Synchronsprecherin tätig und lieh im japanischen Zeichentrickfilm Mary und die Blume der Hexen der Titelrolle Mary ihre Stimme für die englischsprachige Fassung. Des Weiteren wurde sie für die Titelrolle in der englische Sprachversion der deutschen Studio 100 Film-Animation Princess Emmy besetzt.
Barnhill lebt mit ihren Eltern sowie der jüngeren Schwester in der Grafschaft Cheshire in England und ist Mitglied im lokalen Jugendtheater. Ihr Vater ist der britische Schauspieler Paul Barnhill.

## Filmografie
- 2015–2017: 4 O’Clock Club (Fernsehserie, 14 Episoden)
- 2016: BFG – Big Friendly Giant (The BFG)
- 2017: Mary und die Blume der Hexen (Meari to majo no hana; Stimme englische Version)
- 2019: Prinzessin Emmy (Stimme)

## Nominierungen
| Jahr | Award                             | Kategorie                                                             | Werk                     | Ergebnis  |
| ---- | --------------------------------- | --------------------------------------------------------------------- | ------------------------ | --------- |
| 2017 | London Critics Circle Film Awards | Young British/Irish Performer of the Year                             | BFG – Big Friendly Giant | Nominiert |
| 2017 | Kids’ Choice Awards               | BFF's (Best Friends Forever) (zusammen mit Mark Rylance)              | BFG – Big Friendly Giant | Nominiert |
| 2017 | Young Artist Awards               | Beste Hauptdarstellerin in einem Spielfilm – Beste Jungschauspielerin | BFG – Big Friendly Giant | Nominiert |
| 2017 | Saturn Awards                     | Bester Nachwuchsschauspieler                                          | BFG – Big Friendly Giant | Nominiert |